# Trilacuna angularis
Trilacuna angularis är en spindelart som beskrevs av Tong och Li 2007. Trilacuna angularis ingår i släktet Trilacuna och familjen dansspindlar. Inga underarter finns listade i Catalogue of Life.